# Bygland
Bygland è un comune norvegese della contea di Agder, nel sud del Paese scandinavo. Si trova nel distretto tradizionale della valle Setesdal. Il centro amministrativo del comune è il villaggio di Bygland. Tra gli altri villaggi nel comune abbiamo Åraksbø, Austad, Byglandsfjord, Grendi, Langeid, Lauvdal, Litveit, Longerak, Moi, Ose, Sandnes, Skåmedal e Tveit (vedi Località facenti parte del comune). La strada nazionale norvegese 9 attraversa il comune, seguendo il fiume Otra, dove vive la maggior parte della popolazione di Bygland.
Il comune si estende su 1.312 chilometri quadrati.

## Etimologia
Il comune (ed originariamente la parrocchia) prende il nome dalla vecchia fattoria di Bygland (Byggland in norreno), poiché lì fu costruita la prima chiesa di Bygland. Il primo elemento è bygg che significa "orzo" e l'ultimo elemento è land che significa "terra" o "fattoria".

## Stemma
Lo stemma è di epoca moderna (1991). Mostra una lince europea gialla (lynx lynx), che simboleggia la natura selvaggia e ricca degli altopiani rurali del comune. Lo sfondo verde simboleggia l'agricoltura e le foreste nel comune.

## Geografia
Bygland si trova nel mezzo della valle della Setesdal, che è anche un distretto tradizionale nella contea di Agder. La valle comprende i comuni di Bykle, Valle, Bygland, Iveland e Evje og Hornnes. Il fiume Otra scorre dall'altopiano Hardangervidda a nord, attraverso la valle Setesdal (e attraverso Bygland), fino a sfociare nel mare vicino alla città di Kristiansand. Il comune è delimitato a nord da Valle, a est da Fyresdal (contea di Telemark) e Åmli, a sud da Froland e Evje og Hornnes, e a ovest da Åseral, Kvinesdal e Sirdal.
La maggior parte del comune si trova nelle montagne Setesdalsheiene, a un'altitudine di oltre 700 metri sul livello del mare. Il comune si estende dalla cittadina di Byglandsfjord a sud fino alle fattorie di Langeid a nord. Il lago Byglandsfjorden è lungo 40 chilometri e si trova sul fiume Otra. Tra gli altri laghi vi sono Åraksfjorden, Gyvatn, Hovatn, Kvifjorden, Longerakvatnet, Straumsfjorden e Topsæ. I fiumi Otra e il fiordo Topdalsfjorden attraversano entrambi Bygland verso sud. La cascata di Reiårsfossen è una delle tante cascate del comune.

## Storia
La ferrovia della Setesdal era una ferrovia a vapore a scartamento ridotto che collegava Vennesla e Byglandsfjord a Bygland. Fu costruita nel 1896 e chiusa nel 1962. La pista fu rimossa tra Byglandsfjord e Beihølen.
Altri trasporti fino alla valle della Setesdal erano forniti dalle navi a vapore SS Bjoren e Dølen. Messa in funzione per la prima volta nel 1866, la SS Bjoren è ancora in funzione come attrazione turistica sul lago Byglandsfjorden durante le estati.

## Luoghi d'interesse
- Chiesa di Austad, costruita a Tveit nel 1880;

- Chiesa di Bygland, costruita a Bygland nel 1838;

- Chiesa di Sandnes, costruita ad Åraksbø, nel 1844;

- Chiesa di Årdal, costruita a Grendi nel 1828;

- Stazione di Byglandsfjord, ex stazione ferroviaria costruita nel 1896;

- SS Bjoren, un battello a vapore storico alimentato a legna che percorre il percorso tra Byglandsfjord-Bygland e Bygland-Ose sul lago Byglandsfjorden in estate[5];

- Torre di Bygland, un museo popolare.

## Geografia antropica

### Località facenti parte del comune
- Åraksbø, villaggio di 89 abitanti[6] a 5 km dal lago Hovatn e dalla sua centrale idroelettrica;
- Austad, sulla sponda orientale dell'Otra;
- Bygland, centro amministrativo, situato sulla strada nazionale norvegese 9;
- Byglandsfjord, villaggio di 365 abitanti[7] sul lago Byglandsfjorden;
- Grendi, sulla strada nazionale norvegese 9;
- Langeid, sulla strada nazionale norvegese 9. Durante la costruzione della strada, all'altezza del villaggio venne rinvenuta una spada vichinga, probabilmente apparteneva a un ricco vichingo che era sia un contadino che un guerriero, e che salpò per le isole britanniche con il re Canuto il Grande[8][9];
- Lauvdal, villaggio di 41 abitanti[6]. L'area ha prodotto numerosi manufatti storici, tra cui una lancia dalla punta d'argento ora esposta in un museo a Oslo;
- Litveit (o Lidtveit), a 2 km dal lago Hovatn;
- Longerak, sulla strada nazionale norvegese 9, a 2 km dal lago Longerakvatnet e dalla sua centrale idroelettrica[10];
- Moi, sulla sponda ovest dell'Otra, sulla strada nazionale norvegese 9;
- Ose, ad un km dalle cascate Reiårsfossen, vicino alle quali si svolge il festival di musica country di Ose[11];
- Skåmedal e Sandnes, vicino al lago Åraksfjorden;
- Tveit, sulla sponda sud dell'Otra.